# Phoolan Devi
Phoolan Devi (Hindi: फूलन देवी, Phūlan Dēvi) (Ghura Ka Purva, 10 augustus 1963 – New Delhi, 25 juli 2001), alias Bandit Queen (koningin van de bandieten), was het kind van een Indiase familie uit de lage Mallaah-kaste en groeide op op het overwegend agrarische platteland van Uttar Pradesh, waar ze een jeugd vol armoede leed. Op haar elfde werd ze uitgehuwelijkt met een man van drie keer haar leeftijd. Hij verkrachte haar vaak en op haar zeventiende sloot ze zich aan bij een van de vele bendes die zich in haar geboortestreek hadden gevormd. Op haar achttiende werd ze slachtoffer van een groepsverkrachting, nadat haar bende door een rivaliserende bende in een hinderlaag was gelokt. Ze besloot haar eigen bende op te richten en daarmee wraak te nemen op de rivaliserende bende. 
Met haar bende trok ze naar het dorp waar ze was verkracht. Hier werden 22 dorpelingen van de Thakurkaste, waaronder twee van haar verkrachters, bijeengedreven en geëxecuteerd.
Het voorval in India bekend als het Behmai-bloedbad werd in de pers afgeschilderd als een daad van gerechtvaardigde rebellie van de lage kaste. Phoolan Devi zelf werd als een onderdrukte feministische Robin Hood neergezet, hoewel de politie nooit bewijs heeft gevonden dat zij mensen in nood zou hebben geholpen. Devi en haar bendeleden wisten twee jaar lang aan de politie te ontkomen, maar gaven zich in 1983 vrijwillig over. Devi werd beschuldigd van 48 misdaden, waaronder moord, plundering, brandstichting en ontvoering voor losgeld. Ze bleef 11 jaar in hechtenis, in afwachting van het proces, tot de deelstaatregering in 1994 alle aanklachten tegen haar introk en haar vrijliet. 
Devi nam vervolgens deel aan de verkiezingen namens de Samajwadi-partij en werd gekozen in de Lok Sabha, het parlement.
In 2001 werd Devi voor haar dienstwoning (toegewezen vanwege haar lidmaatschap van het parlement) in New Delhi vermoord door leden van de rivaliserende bende waarop ze in Behmai wraak had genomen. Haar levensverhaal is het uitgangspunt geweest voor het boek en de film Bandit Queen (1994).
- Bibsys: 90927762
- Biblioteca Nacional de España: XX1029668
- Bibliothèque nationale de France: cb125302683 (data)
- Catàleg d'autoritats de noms i títols de Catalunya: 981058528061006706
- CiNii: DA10702252
- Gemeinsame Normdatei: 11913196X
- International Standard Name Identifier: 0000 0001 1867 2946
- Library of Congress Control Number: nr91040673
- Bibliotheek van het Japanse parlement: 00540779
- Nationale Bibliotheek van Tsjechië: xx0028542
- Nationale Bibliotheek van Israël: 987007440026205171
- Nederlandse Thesaurus van Auteursnamen: 070689911
- Réseau des bibliothèques de Suisse occidentale: 02-A003176481
- LIBRIS: 83780
- Système universitaire de documentation: 033723621
- Virtual International Authority File: 19788748